# Benjamin Bloom
Benjamin Bloom (Lansford, 21 febbraio 1913 – Chicago, 13 settembre 1999) è stato uno psicologo dell'educazione americano che ha contribuito alla classificazione degli obiettivi educativi e alla teoria del mastery learning.
È particolarmente noto tra i principali psicologi dell'educazione per aver sviluppato un sistema completo di descrizione e valutazione dei risultati educativi a metà degli anni cinquanta. Ha influenzato le pratiche e le filosofie degli educatori di tutto il mondo dall'ultima parte del ventesimo secolo.

## Biografia
Bloom è nato a Lansford in Pennsylvania, da una famiglia ebrea immigrata. I suoi genitori sono fuggiti da un clima di discriminazione in Russia. Il padre di Bloom ha sostenuto la famiglia come sarto.
Bloom ha studiato al Pennsylvania State College e nel 1935 ha conseguito la laurea e il master. Voleva studiare con Ralph Tyler, un educatore progressista, quindi si iscrisse al programma di dottorato in educazione all'Università di Chicago e assistette Tyler con lo studio di otto anni, che valutava metodi alternativi di valutazione scolastica.
Bloom ha conseguito il dottorato nel 1942 ed è diventato membro del Consiglio degli Esaminatori (Board of Examiners) dell'Università di Chicago nel 1940. Ha lavorato anche a livello internazionale come consulente educativo, lavorando con Israele, India e diverse altre nazioni.

## Ricerche
Nel 1956, Bloom pubblicò il primo volume di The Taxonomy of Educational Objectives: The Classification of Educational Goals, che classificava gli obiettivi di apprendimento secondo una rubrica che è diventata nota come Tassonomia di Bloom. Fu uno dei primi tentativi di classificare sistematicamente i livelli di funzionamento cognitivo e diede struttura ai processi mentali altrimenti amorfi degli studenti dotati. La tassonomia di Bloom rimane un fondamento della professione accademica secondo il sondaggio del 1981, "Scritti significativi che hanno influenzato il curriculum: 1906-81" di Harold G. Shane e della National Society for the Study of Education. Anche il problema dei 2 sigma di Bloom è attribuito a lui.
Benjamin Bloom ha condotto ricerche sui risultati degli studenti. Attraverso la conduzione di una varietà di studi, Bloom e i suoi colleghi hanno osservato fattori all'interno e all'esterno dell'ambiente scolastico che possono influenzare il modo in cui i bambini possono imparare. Un esempio è stata la mancanza di variazioni nell'insegnamento. Bloom ha ipotizzato che se gli insegnanti adattassero i loro metodi di insegnamento alle esigenze individuali di ogni studente, più bambini riceverebbero l'opportunità di imparare meglio. Ciò ha portato alla creazione della procedura di "Apprendimento della Maestria di Bloom".
Questa procedura richiedeva che gli insegnanti organizzassero le abilità e i concetti in unità didattiche di circa 1-2 settimane di lunghezza. Alla fine dell'unità, lo studente riceverebbe una valutazione che fornirebbe allo studente un feedback costruttivo su ciò che il bambino ha imparato dall'unità. Se un bambino non capiva uno qualsiasi dei concetti principali dell'unità, gli venivano assegnati incarichi correttivi in base alle informazioni che aveva difficoltà a capire. Avrebbero quindi fatto una seconda valutazione concentrandosi specificamente sulle abilità e sui concetti su cui erano stati istruiti a esercitarsi. Questo assicura che ogni studente ottenga un'istruzione individualizzata al ritmo di cui il bambino ha bisogno per imparare a un livello ottimale. Per gli studenti che hanno mostrato padronanza dell'unità data, si raccomanda di ricevere attività di arricchimento per ulteriori esperienze di apprendimento. Queste attività sono auto-selezionate dallo studente e possono venire sotto forma di giochi accademici, relazioni, progetti speciali, ecc.
Oltre al suo lavoro sugli obiettivi e i risultati educativi, Bloom ha anche diretto un gruppo di ricerca che ha valutato e chiarito il processo di sviluppo di talenti eccezionali negli individui, facendo luce sui fenomeni dell'eminenza vocazionale e sul concetto di grandezza.
Nell'articolo Il ruolo dei doni e dei marcatori nello sviluppo del talento, vengono intervistate 70 persone che sono conosciute come tra le migliori nel loro campo, oltre ai loro genitori, insegnanti e altre persone significative nella loro vita. Lo scopo delle interviste era quello di raccogliere le varie caratteristiche speciali che si ritiene siano state le ragioni del loro successo. Gli individui studiati erano matematici, nuotatori olimpici e pianisti da concerto che erano probabilmente tra i più riusciti nel loro campo.
Le tre caratteristiche principali frequentemente condivise nelle interviste dagli individui, dai loro genitori e dagli insegnanti erano la volontà di lavorare, la competitività e la capacità di apprendere nuove tecniche. Alla fine delle interviste di Bloom, è stato notato, dopo che tutti i dati sono stati raccolti, che l'interpretazione dei figli dei genitori come talentuosi ha portato i genitori a creare un ambiente che ha permesso la crescita all'interno della materia attraverso l'assunzione di insegnanti/tutor, opportunità sotto forma di competizioni ed eventi e incoraggiamento generale da parte dei genitori e di altri coinvolti nella vita degli individui. La convinzione che gli individui fossero talentuosi, l'attenzione data a una caratteristica specifica osservata, così come il possibile dono intrinseco dell'individuo erano considerati marcatori. I marcatori sono stati definiti come le principali ragioni per l'incoraggiamento e la motivazione esibiti dagli insegnanti e dai genitori degli individui di successo. Questi fattori, oltre all'interesse e alla volontà dell'individuo di lavorare nel rispettivo campo, sono probabilmente alcune delle ragioni del loro enorme successo.